# Groß Niendorf (Mecklenburg)
Groß Niendorf (Mecklenburg) este o comună din landul Mecklenburg-Pomerania Inferioară, Germania.